# Anatinomma bispinosum
Anatinomma bispinosum là một loài bọ cánh cứng trong họ Cerambycidae.